# ماتیا ماگیو
ماتیا ماگیو (انگلیسی: Mattia Maggio؛ زادهٔ ۲۲ فوریهٔ ۱۹۹۴) بازیکن فوتبال اهل آلمان است.
از باشگاه‌هایی که در آن بازی کرده‌است می‌توان به باشگاه فوتبال اشتوتگارت، باشگاه فوتبال هامبورگ، و باشگاه فوتبال نووارا اشاره کرد.
وی همچنین در تیم‌های ملی فوتبال جوانان آلمان و زیر ۱۷ سال ایتالیا بازی کرده‌است.